# Esquizofrenia desorganizada
La esquizofrenia desorganizada, también conocida como hebefrenia es un trastorno mental en el que el comportamiento del individuo sufre alteraciones espontáneas sin ningún propósito o motivación, agitación y desinhibición.
Las causas de este padecimiento son desconocidas, pero se sabe que comienza antes de los 25 años y que los antecedentes familiares de depresión o psicosis aumentan la probabilidad de padecerlo. A su vez, se puede destacar un fuerte componente genético, siendo más probable el desarrollo de este trastorno mental si la persona presenta antecedentes familiares.

## Síntomas
- Comportamiento activo pero no constructivo y sin objetivos
- Respuestas emocionales extrañas e inapropiadas.
- Dificultad para sentir placer (anhedonia)
- Delirios (creencias falsas y fijas)
- Falta de motivación al iniciar o completar tareas o comportamientos excéntricos o socialmente inadecuados.
- Ver y escuchar cosas que no existen (alucinaciones)
- Comportamiento tonto o extraño
- Discurso sin sentido, es decir, lenguaje desorganizado. Es una manifestación de trastornos más profundos que afectan al pensamiento y a los procesos cognitivos. Ejemplo: cambios de tema espontáneos, conocidos como "fuga de ideas".

En la esquizofrenia desorganizada es común que se presenten delirios (creencias falsas y fijas) y alucinaciones (percepciones sensoriales sin causa) y las respuestas emocionales son a veces extrañas e inapropiadas para la situación. Asimismo, se observa una completa falta de emoción y de motivación, al igual que incapacidad para sentir placer.
Algunos de estos síntomas también se observan en otros tipos de esquizofrenia, pero la distinción característica de la esquizofrenia desorganizada es el comportamiento errático con un lenguaje aleatorio desordenado y despreocupado por la gramática.

## Diagnóstico
Para un diagnóstico seguro, normalmente es necesario un período de dos o tres meses de observación continua para asegurarse de que persiste el comportamiento característico y descartar cualquier otra patología orgánica y consumo de sustancias.

## Tratamiento
Cualquier subtipo de esquizofrenia, en este caso concretamente, este tipo requiere un tratamiento de larga duración, en muchos casos de por vida.
Lo más importante en el tratamiento, es poder ejecutar una intervención multi-disciplinar con las distintas disciplinas en salud mental: psiquiatría, psicología, asistente social.
Los tratamientos son:
- Terapia individual: tiene el objetivo de ayudar al paciente a identificar la sintomatología, con el objetivo de establecer estrategias frente a posibles recaídas y así, poder controlar la enfermedad.
- Terapia familiar: es importante brindar apoyo e información a las familias frente a este trastorno. A su vez, podemos hablar de varias asociaciones para prestar ayuda a estas personas, así como a sus familiares.